# Egyptisk (sprog)
 Ikke at forveksle med Egyptisk arabisk.
Egyptisk eller ægyptisk blev talt i Det gamle Egypten og var et betydningsfuldt sprog i Orienten på den tid. Egyptisk er et af verdens ældste litteratursprog. Egyptisk regnes med til de afroasiatiske sprog og er dermed beslægtet med semitiske sprog og flere andre sprog i det nordlige Afrika.
Egyptisk inddeles i flere udviklingsstadier. Oldegyptisk blev talt i de ældste dynastier og stammer antagelig fra et uregyptisk sprog, som var endnu ældre. Mellemegyptisk dateres til så tidligt som 1900-tallet f.Kr. Senegyptisk regnes fra omkring 1100–500 f.Kr. Derefter udviklede sproget sig til det såkaldte demotiske sprog, der blev brugt frem til 400 e.Kr. Siden udviklede sproget sig til koptisk, som blev talt frem til 1600-tallet evt. og fortsat bruges i kirken.
I lighed med de semitiske sprog blev verberne bøjet i aspekt, efter en handling var afsluttet eller uafsluttet.